# Miguel Ramírez
Miguel Mauricio Ramírez Pérez (* 11. Juni 1970 in Santiago de Chile) ist ein ehemaliger chilenischer Fußballspieler. Größter Erfolg des Abwehrspielers, der auch in Anlehnung an eine venezolanische Fernsehserie Cheíto genannt wird, war der Gewinn der Copa Libertadores 1991 mit dem CSD Colo-Colo. Ramírez spielte 62-mal für die Nationalmannschaft Chiles und erzielte dabei ein Tor.

## Karriere

### Verein
Miguel Ramírez spielte in der Jugend des CSD Colo-Colo, bei dem er im Juli 1988 sein Ligadebüt in der Primera División gegen Deportes Iquique feierte. 1989 wurde der Verteidiger unter Mirko Jozić zur Stammkraft und bildete gemeinsam mit Lizardo Garrido und Javier Margas die Abwehr. Dies diente als Grundlage für den größten Vereinserfolg 1991, als das Team die Copa Libertadores gewann. Im Finale gegen den paraguayischen Verein Club Olimpia blieb Colo-Colo in beiden Spielen ohne Gegentor. Mit den Caciques wurde Ramírez außerdem zweimal chilenischer Meister und gewann die Copa Interamericana sowie Recopa Sudamericana 1992.
Zur Saison 1995/96 wechselte Ramírez nach Europa zu Real Sociedad San Sebastián, konnte sich dort aber nicht durchsetzen und ging zum mexikanischen Verein CF Monterrey, wo er eine Saison blieb. 1997 kehrte Cheíto nach Chile zurück und spielte für den CD Universidad Católica, mit dem er die Meisterschaften der Apertura 1997 und Apertura 2002 gewann. 2002 wurde er zudem als Fußballer des Jahres in Chile ausgezeichnet. 2004 ging Ramírez zu Colo-Colo zurück, nachdem es Probleme mit der Klubführung bei den Cruzados gab, und führte die jungen Spieler als Kapitän. 2005 beendete Ramírez dort seine Karriere.

### Nationalmannschaft
Für die chilenische Nationalmannschaft spielte Miguel Ramírez erstmals am 19. Juni 1991 beim Freundschaftsspiel gegen Ecuador. Bei der Copa América 1991 im eigenen Land kam Chile nach drei Siegen aus vier Spielen als Gruppenzweiter in die Finalrunde, wo das Team hinter Argentinien und Brasilien Turnierdritter wurde. Ramírez kämpfte sich dabei ins Team, zuerst als Einwechselspieler und in der Finalrunde als Stammspieler. Sein zweites Turnier folgte für Ramírez mit der Copa América 1993. Trotz eines 3:2-Sieges über Brasilien schied Chile als Gruppenletzter in der Vorrunde aus. Bei der Copa América 1995 schied Chile, bei denen Ramírez alle drei Partien absolvierte, mit einem Punkt wieder in der Vorrunde als Gruppenletzter aus.
Highlight seiner Nationalmannschaftskarriere war die Teilnahme an der Fußball-Weltmeisterschaft 1998 in Frankreich. Beim 2:2-Unentschieden im ersten Vorrundenspiel gegen Italien kam Ramírez in der 64. Spielminute für Javier Margas in die Partie. Im zweiten Vorrundenspiel kam Ramírez nicht zum Einsatz, im dritten gegen Kamerun wurde er für Francisco Rojas in der 76. Spielminute eingewechselt. Mit drei Punkten erreichte Chile das Achtelfinale, schied dort aber gegen Titelverteidiger Brasilien mit 1:4 aus. Ramírez hatte seinen ersten Weltmeisterschafts-Startelfeinsatz, wurde aber beim Stand von 0:3 zur Halbzeit ausgewechselt.
Sein letztes Turnier im Nationalmannschaftstrikot war für Ramírez die Copa América 1999. Chile kam mit einem Sieg über Venezuela hinter Brasilien und Mexiko als Gruppendritter ins Viertelfinale, wo das Team von Nelson Acosta Kolumbien mit 3:2 besiegen konnte. Im Halbfinale zog Chile gegen Uruguay nach einem 1:1 nach 120 Spielminuten im Elfmeterschießen den Kürzeren. Im Spiel um Platz 3 verlor Chile erneut gegen Mexiko mit 1:2. Ramírez spielte bis zum Spiel um Platz 3 alle Turnierspiele über die volle Spielzeit, musste dort aber in der 37. Spielminute den Platz verlassen.
Nach einer Länderspielpause von zweieinhalb Jahren wurde Ramírez für die Qualifikationsspiele zur Fußball-Weltmeisterschaft 2006 nominiert. Die 0:1-Niederlage am 18. November 2003 gegen Paraguay war zugleich das letzte Länderspiel des Defensivstrategen. Bei der Copa América 2004 stand Ramírez nochmal im Kader, kam aber nicht zum Einsatz. Er kommt somit auf insgesamt 62 Länderspiele und ein Tor für sein Land, das er im Juni 1995 im Freundschaftsspiel gegen Neuseeland erzielte.

### Trainer
Nach seinem Karriereende absolvierte Miguel Ramírez einen Lehrgang am Instituto Nacional del Fútbol, wo er seine Trainerfertigkeiten erlernte. Er begann seine Trainerkarriere in der Jugend des CD Universidad Católica, wo sein früherer Nationalmannschaftskollege Mario Salas die erste Profimannschaft trainierte. 2011 ergänzte er das Trainerteam von Nationaltrainer Claudio Borghi. Danach arbeitete Ramírez als Co-Trainer für Jaime Vera bei Deportes Iquique und Deportes Antofagasta.
2015 begann er bei CD San Luis de Quillota seinen ersten Job als Cheftrainer, wo er sein Debüt gegen CSD Colo-Colo gab. Nachdem San Luis in der Apertura Vorletzter wurde, konnte sich das Team mit einem 11. Platz in der Clausura durch mehr geschossene Tore als Konkurrent CD San Marcos de Arica in der Liga halten. In seiner zweiten Trainersaison erreichte Ramírez den achten Platz in der Apertura. Im Mai 2018 trennten sich die Wege von Ramírez und San Luis, nachdem die Resultate nicht mehr stimmten. Noch im gleichen Jahr ersetzte Ramírez Moisés Villarroel bei den CD Santiago Wanderers, um das Team vor dem Abstieg aus der Primera B zu bewahren. Dies gelang ihm mit 12 Siegen aus 17 Spielen eindrucksvoll und der Klub erreichte sogar noch die Liguilla um den Aufstieg, scheiterte dort aber im Halbfinale. 2019 klappte dann der Aufstieg in die Primera División als Zweitligameister. 2021 trat Cheíto nach anhaltender Kritik von seinem Traineramt zurück und heuerte bei CD O’Higgins an. Nach nur vier Monaten beurlaubte ihn der Klub aus Rancagua auf Bitten der Mannschaft. Im Mai 2022 übernahm Ramírez das Traineramt bei Universidad de Concepción in der Primera B. Zur Saison 2024 wechselte er zum Erstliga-Aufsteiger Deportes Iquique. Im Juni 2025 wurde er als neuer Trainer bei Unión Española vorgestellt.

## Erfolge

### Spieler
Colo-Colo
- Chilenischer Meister (2): 1991, 1993
- Copa Libertadores (1): 1991
- Copa Interamericana (1): 1992
- Recopa Sudamericana (1): 1992

Universidad Católica
- Chilenischer Meister (2): 1997 Apertura, 2002 Apertura

### Trainer
Santiago Wanderers
- Meister der Primera B: 2019

## Auszeichnungen
- Fußballer des Jahres in Chile: 2002